# Холмська духовна семінарія
Холмська духовна семінарія ПРЦ — середній навчальний заклад Відомства православного сповідання Російської імперії, який відкритий на етнічних землях України (тепер Польща). Готував православних священно-і церковнослужителів з метою змосковщення корінного українського та білоруського населення колишньої Республіки Обох Націй (Речі Посполитої).

## Історія
Створена 1875 на базі Холмської греко-католицької семінарії після примусової ліквідації останньої греко-католицької єпархії в м. Холмі Холмської губернії Російської імперії (див. «Пратулинські мученики», «Полоцький собор» і т.п.).
Архієпископ Холмсько-Варшавський ВПСРІ Леонтій Лебединський збудував гарну семінарську будівлю в Холмі, яка збереглася до наших днів. Холмська семінарія стала центром московщення православних українців та білорусів на польських землях, окупованих Російською імперією.
Після початку Першої світової війни Холмська семінарія була евакуйована на Московщину, до міста Москви.
1941-1944 у місті Холм знову функціонувала Холмська духовна семінарія, але вже в межах іншої конфесії — Православної церкви Генерал-Губернаторства Німеччини. Її ректором був колишній викладач Холмської гімназії протоієрей Євген Лаврович Барщевський (1910-1987).

## Ректори
- у час Російської імперії
  - Іполит Криницький (1875 — раніше 1889)
  - Михайло Добрянський (раніше 1889)
  - Гедеон Покровський (20 вересня 1889—1891)
  - Климент Верніковскій (1891—1892)
  - Тихон Беллавін (15 липня 1892 — жовтень 1897)
  - Євлогій Георгіївський (1868 — 1946)
  - Діонісій Валединський (11 грудня 1902—1911)
  - Варлаам Новгородський (квітень 1911—1914)
  - Серафим Остроумов[ru] (28 січня 1914—1916)

- у час Першої світової війни та Польської Республіки
  - Смарагд Латишенко[ru] (1916—1921)

- у час Другої світової війни та Генерал-губернаторства Третього Рейху
  - Євген Барщевський (1941—1944)